# Leon Diogenes
Leon Diogenes (mittelgriechisch Λέων Διογένης; * 1069 in Konstantinopel; † März 1086 bei Silistra) war ein byzantinischer Prinz und von 1069 bis 1071 Mitkaiser.

## Leben
Leon war der älteste gemeinsame Sohn des Kaisers Romanos IV. Diogenes und der Eudokia Makrembolitissa. Er hatte einen jüngeren Bruder Nikephoros und väterlicherseits mindestens einen älteren Halbbruder, Konstantin. Bereits kurz nach seiner Purpurgeburt wurde Leon zum Mitkaiser (Symbasileus) erhoben. Er rückte damit in ein Kaiserkollegium auf, dem außer seinem Vater auch die Söhne Konstantins X. und Eudokias, Michael, Andronikos und Konstantios Dukas, angehörten.
Als Romanos IV. nach der Schlacht bei Manzikert 1071 gestürzt wurde, war Leon noch ein Kleinkind. Auf Veranlassung des Kaisars Johannes Dukas entzog ihm der neue Alleinherrscher Michael VII. die kaiserlichen Würden und verbannte ihn zusammen mit seiner Mutter Eudokia und seinem Bruder Nikephoros in ein Kloster am Bosporus. Erst Alexios Komnenos holte die beiden Knaben 1081 an den Kaiserhof zurück, während Eudokia freiwillig im Kloster blieb.
Leon Diogenes erwies sich, im Gegensatz zu seinem Bruder, als loyaler Unterstützer des neuen Kaisers. Anna Komnena zufolge veranlasste er Alexios zum entschiedenen Vorgehen gegen die Normannen, die 1081 unter Robert Guiskard in das Thema Dyrrhachion eingefallen waren. Bereits 1085 zum Dux von Sparta ernannt, begleitete Leon den Kaiser im März 1086 auf einer Strafexpedition gegen die Petschenegen nach Paristrion. In einer Schlacht bei Silistra wurde er tödlich verwundet.
Im Jahr 1116 trat ein Schwiegersohn des Kiewer Großfürsten Wladimir Monomach, der sich als Leon Diogenes ausgab, in Paristrion als byzantinischer Thronprätendent auf.